# Lauren Ellis
Lauren Ellis (Ashburton, 19 aprile 1989) è un'ex pistard e ciclista su strada neozelandese, vincitrice di tre medaglie, due d'argento e una di bronzo, ai Mondiali su pista.

## Palmarès

### Pista
- 2006

Campionati neozelandesi, Inseguimento individuale Junior
- 2007

Campionati neozelandesi, Inseguimento individuale Junior
- 2008

Campionati neozelandesi, Corsa a punti
- 2009

4ª prova Coppa del mondo 2008-2009, Inseguimento a squadre (Pechino, con Kaytee Boyd e Alison Shanks)
2ª prova Coppa del mondo 2009-2010, Inseguimento a squadre (Melbourne, con Kaytee Boyd e Alison Shanks)
- 2010

2ª prova Coppa del mondo 2010-2011, Inseguimento a squadre (Cali, con Rushlee Buchanan e Alison Shanks)
- 2011

Campionati oceaniani, Inseguimento a squadre (con Jaime Nielsen e Alison Shanks)
- 2013

Campionati neozelandesi, Corsa a punti
Campionati oceaniani, Inseguimento a squadre (con Jaime Nielsen, Rushlee Buchanan e Georgia Williams)
Campionati oceaniani, Inseguimento individuale
- 2014

Campionati neozelandesi, Scratch
Campionati oceaniani, Inseguimento a squadre (con Jaime Nielsen, Racquel Sheath e Georgia Williams)
Campionati oceaniani, Corsa a punti
- 2015

Campionati neozelandesi, Omnium
- 2016

Festival of Speed, Scratch (Trexlertown)
Festival of Speed, Corsa a punti (Trexlertown)
- 2019

Campionati neozelandesi, Americana (con Jessie Hodges)

### Strada
- 2012

Campionati neozelandesi, Prova a cronometro Elite

## Piazzamenti

### Competizioni mondiali
- Campionati del mondo su pista

Gand 2006 - Inseguimento individuale Junior: 2ª
Gand 2006 - Scratch Junior: 11ª
Aguascalientes 2007 - Inseguimento individuale Junior: 3ª
Aguascalientes 2007 - Scratch Junior: 12ª
Pruszków 2009 - Inseguimento a squadre: 2ª
Pruszków 2009 - Scratch: 11ª
Pruszków 2009 - Corsa a punti: 12ª
Ballerup 2010 - Inseguimento a squadre: 3ª
Ballerup 2010 - Corsa a punti: 2ª
Apeldoorn 2011 - Inseguimento individuale: 8ª
Melbourne 2012 - Inseguimento a squadre: 4ª
Melbourne 2012 - Inseguimento individuale: 12ª
Saint-Quentin-en-Yvelines 2015 - Inseguimento a squadre: 4ª
Londra 2016 - Inseguimento a squadre: 4ª
Londra 2016 - Omnium: 8ª
- Giochi olimpici

Londra 2012 - Inseguimento a squadre: 5ª
Rio de Janeiro 2016 - Inseguimento a squadre: 4ª
Rio de Janeiro 2016 - Omnium: 4ª